# Лавров, Владимир Павлович
Владимир Павлович Лавров (1925—1999) — Герой Социалистического Труда.

## Биография
Родился в д. Конопелки Кашинского уезда, Тверской губернии.
Участник Великой Отечественной войны.
В 1952 году окончил Уральский политехнический институт, инженер-строитель.
В 1956—1978 гг. — в «Главсредуралстрое»: прораб, старший прораб, главный инженер СУ, главный технолог, управляющий трестом «Свердловскхимстрой».
Принимал участие в строительстве заводов керамических изделий, шинного, резинотехнических изделий, Уралхиммаша, цеха холодного проката трансформаторной стали Верх-Исетского металлургического завода.
Герой Социалистического Труда (1974). Награждён орденами Ленина (1974), Трудового Красного Знамени (1971), медалями.
Проживал в с. Курганово Полевского района Свердловской области. Скончался 24 мая 1999 года. Похоронен на Восточном кладбище Екатеринбурга.